# Berdeniella gardinii
Berdeniella gardinii és una espècie d'insecte dípter pertanyent a la família dels psicòdids que es troba a Europa: Itàlia i Eslovàquia.